# Radowo (Drezdenko)
Radowo (niem. Schöneberg) – część miasta Drezdenka w Polsce, w województwie lubuskim, w powiecie strzelecko-drezdeneckim, w gminie Drezdenko. Do 30 czerwca 1987 roku samodzielna wieś.
Leży na prawym brzegu Noteci, ok. 2,5 km na północ od centrum miasta, w rejonie ulicy Podgórnej. Od południa graniczy z drezdenecką dzielnicą Nowe Drezdenko, gdzie znajduje się najbliższa stacją kolejową Radowa.
Dawna wieś Radowo leżała w okolicy wlotu ulicy Źródlanej do ulicy Podgórnej. Na południe od tego miejscu, w połowie drogi między dawną wsią a Nowym Drezdenkiem, powstało osiedle o skupionej strukturze, które też zalicza się do Radowa. Na osiedlu tym znajduje się boisko sportowe, gdzie rozgrywa domowe mecze piłkarski Klub Sportowy „Radowiak”, założony w 1974 roku.

## Historia
Po wojnie samodzielna wieś i gromada Radowo w gminie Nowe Drezdenko w powiecie strzeleckim, początkowo w województwie poznańskim, a od 1950 w województwie zielonogórskim.
W związku z reformą administracyjną kraju jesienią 1954 włączone do gromady Nowe Drezdenko, której zostało siedzibą. 1 stycznia 1967 gromadę Nowe Drezdenko zniesiono, a Radowo włączono do nowo utworzonej gromada Drezdenko.
Po kolejnej reformie administracyjnej kraju w 1973 roku Radowo weszło w skład gminy Drezdenko w powiecie strzeleckim w województwie zielonogórskim. W latach 1975–1987 administracyjnie należało do województwa gorzowskiego.
1 lipca 1987 Radowo prawie w całości (288,28 ha) włączono do Drezdenka.